# Higuera de Llerena
Higuera de Llerena je španělské město situované v provincii Badajoz (autonomní společenství Extremadura).

## Poloha
Obec je vzdálena 120 km od města Badajoz. Patří do okresu Campiña Sur a soudního okresu Llerena.

## Historie
V roce 1834 se obec stává součástí soudního okresu Llerena. V roce 1842 čítala obec 66 usedlostí a 275 obyvatel.

## Odkazy

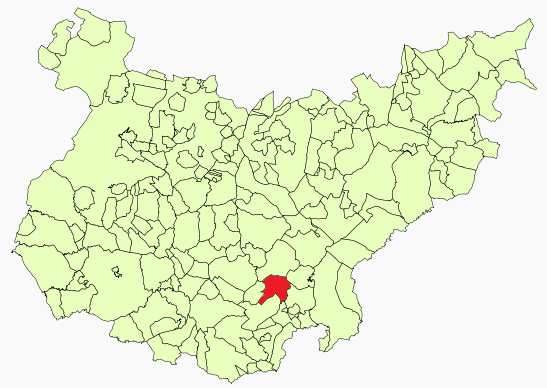
Poloha obce v provincii Badajoz

## Demografie
| Populace obce Higuera de Llerena z let (1842–2010) | Populace obce Higuera de Llerena z let (1842–2010) | Populace obce Higuera de Llerena z let (1842–2010) | Populace obce Higuera de Llerena z let (1842–2010) | Populace obce Higuera de Llerena z let (1842–2010) | Populace obce Higuera de Llerena z let (1842–2010) | Populace obce Higuera de Llerena z let (1842–2010) | Populace obce Higuera de Llerena z let (1842–2010) | Populace obce Higuera de Llerena z let (1842–2010) | Populace obce Higuera de Llerena z let (1842–2010) | Populace obce Higuera de Llerena z let (1842–2010) | Populace obce Higuera de Llerena z let (1842–2010) | Populace obce Higuera de Llerena z let (1842–2010) | Populace obce Higuera de Llerena z let (1842–2010) | Populace obce Higuera de Llerena z let (1842–2010) | Populace obce Higuera de Llerena z let (1842–2010) | Populace obce Higuera de Llerena z let (1842–2010) | Populace obce Higuera de Llerena z let (1842–2010) |
| -------------------------------------------------- | -------------------------------------------------- | -------------------------------------------------- | -------------------------------------------------- | -------------------------------------------------- | -------------------------------------------------- | -------------------------------------------------- | -------------------------------------------------- | -------------------------------------------------- | -------------------------------------------------- | -------------------------------------------------- | -------------------------------------------------- | -------------------------------------------------- | -------------------------------------------------- | -------------------------------------------------- | -------------------------------------------------- | -------------------------------------------------- | -------------------------------------------------- |
| 1842                                               | 1857                                               | 1860                                               | 1877                                               | 1887                                               | 1897                                               | 1900                                               | 1910                                               | 1920                                               | 1930                                               | 1940                                               | 1950                                               | 1960                                               | 1970                                               | 1981                                               | 1991                                               | 2001                                               | 2010                                               |
| 275                                                | 596                                                | 533                                                | 577                                                | 665                                                | 680                                                | 672                                                | 810                                                | 1 031                                              | 1 149                                              | 1 368                                              | 1 712                                              | 1 786                                              | 767                                                | 520                                                | 567                                                | 429                                                | 365                                                |